# 三宅島機場
三宅島機場（日语：／ Miyakejima kūkō */?）位於東京都三宅村（三宅島）。根據日本空港整備法，被規劃成第三種機場。

## 概要
由於2000年的火山爆發，三宅島被封閉。2005年，雖然島內某些地區已經解除避難指示，但是，部分的三宅島機場仍然位於高濃度火山氣之禁區內，封閉中。2007年8月24日，東京都根據飛航條件，自2008年4月26日暫時限定目前每日1航班，直至火山氣濃度降至合格標準，才考慮恢復火山爆發前之每日2航班。

## 歷史
- 1966年：機場開啟，根據日本空港整備法，被規劃成第三種機場。跑道長1100米。
- 1976年：跑道加長至1200米。
- 1983年：因為火山災害，從10月3日到8日機場封閉。
- 1986年：機場大樓增建。
- 2000年：因為雄山噴火，導致機場封閉，三宅島機場全航班停飛。
- 2008年4月26日：重新開始跟東京國際機場的定期班次運行，暫時限定1日1航班。

## 航空管制
| RDO | 118.050 |

管制，國土交通省東京航空局東京國際機場事務所航空管制官擔當。

## 路線
| 航空公司               | 目的地       |
| ---------------------- | ------------ |
|                        |              |
| 新中央航空             | 調布         |
| 東邦航空 ※由直升機飛行 | 御藏島、大島 |

## 相關題目
- 日本機場列表
- 機場
- 全日本空輸
- 東邦航空

## 外部連結
東京都港灣局-三宅島機場（日語）